# Bataille de Kokersberg
Guerre de Hollande
Batailles
- Groenlo (06-1672)
- Solebay (06-1672)
- Coevorden (06-1672)
- Nimègue(07-1672)
- Groningue (07-1672)
- Saint-Lothain (02-1673)
- Schooneveld (1re) (06-1673)
- Maastricht (06-1673)
- Schooneveld (2de) (06-1673)
- Texel (08-1673)
- Bonn (11-1673)
- Arcey (01-1674)
- Pesmes (02-1674)
- Gray (02-1674)
- Scey-sur-Saône (03-1674)
- Chariez (03-1674)
- Vesoul (03-1674)
- Arbois (03-1674)
- Orgelet (03-1674)
- Besançon (04-1674)
- Dole (05-1674)
- Sinsheim (06-1674)
- Salins (06-1674)
- Belle-Île (06-1674)
- Lure (07-1674)
- Faucogney (07-1674)
- Sainte-Anne (07-1674)
- Fort-Royal (07-1674)
- Seneffe (08-1674)
- Entzheim (10-1674)
- Mulhouse (12-1674)
- Turckheim (01-1675)
- Stromboli (02-1675)
- Fehrbellin (06-1675)
- Salzbach
- Consarbrück
- Alicudi
- Agosta
- Palerme
- Maastricht
- Philippsburg
- Valenciennes
- Cambrai
- Saint-Omer
- Tobago
- La Peene (Cassel)
- Ypres
- Rheinfelden (07-1678)
- Saint-Denis

La bataille de Kokersberg (Kochersberg) eut lieu le 7 octobre 1677 et opposa l'armée française commandée par Créquy à l'armée Impériale dirigée par le duc de Lorraine.

## Campagne précédant la bataille
Le duc de Lorraine fait pénétrer son armée en Alsace par Philippsbourg. Le maréchal de Créquy manœuvre pour le suivre sans l’attaquer.

## La bataille
Le maréchal de Créquy avait réussi à prendre une bonne position sur les hauteurs du Kokersberg. Cela n’empêche pas la cavalerie du duc de Lorraine, commandée par le comte de Haran, de l’attaquer peu avant le soir. Créquy ayant ordre de ne pas engager de bataille, avait passé la consigne. Villars, qui commande l’aile française qui est attaquée, la droite, n’a qu’un détachement. Il recule, et avec deux escadrons de la Maison du roi, il repousse douze escadrons de cavalerie, grâce à la supériorité manœuvrière de ses cavaliers (chevau-légers, gardes et gendarmes de la garde). Au cours de cet affrontement limité à une aile de cavalerie de chaque côté, nul ne prend d’avantage décisif, si ce n’est que les Français prennent plusieurs étendards et font quelques prisonniers de marque, dont le comte de Haran.

## Conséquences
La Cour ayant commandé à Créquy de ne pas risquer la bataille, celui-ci leva le camp dès le lendemain, de sorte que ce succès limité ne fut pas exploité, et que le duc de Lorraine revendiqua la victoire.

## Sources
- Yves Joseph La Motte, Antoine Augustin Bruzen de La Martinière, Histoire de la Vie et du règne de Louis XIV, 1742, p. 108
- J. C. L. Simonde de Sismondi, Histoire des Français, tome 17, 1842, p. 403
- Mémoires de la société des Antiquaires de Picardie, volume 2, p. 231, 1839

1. ↑  Frédéric Chauviré, « La Maison du Roi sous Louis XIV, une troupe d’élite. Étude tactique » Revue historique des armées, 255 | 2009, mis en ligne le 14 mai 2009. Consulté le 16 août 2010